# Killzone: Shadow Fall
Killzone: Shadow Fall est un jeu vidéo de tir à la première personne développé par Guerrilla Games et édité par Sony Computer Entertainment sur PlayStation 4. Il sort le 15 novembre 2013 en Amérique du Nord, le 29 novembre 2013 en Europe, et le 22 février 2014 au Japon,.

## Synopsis

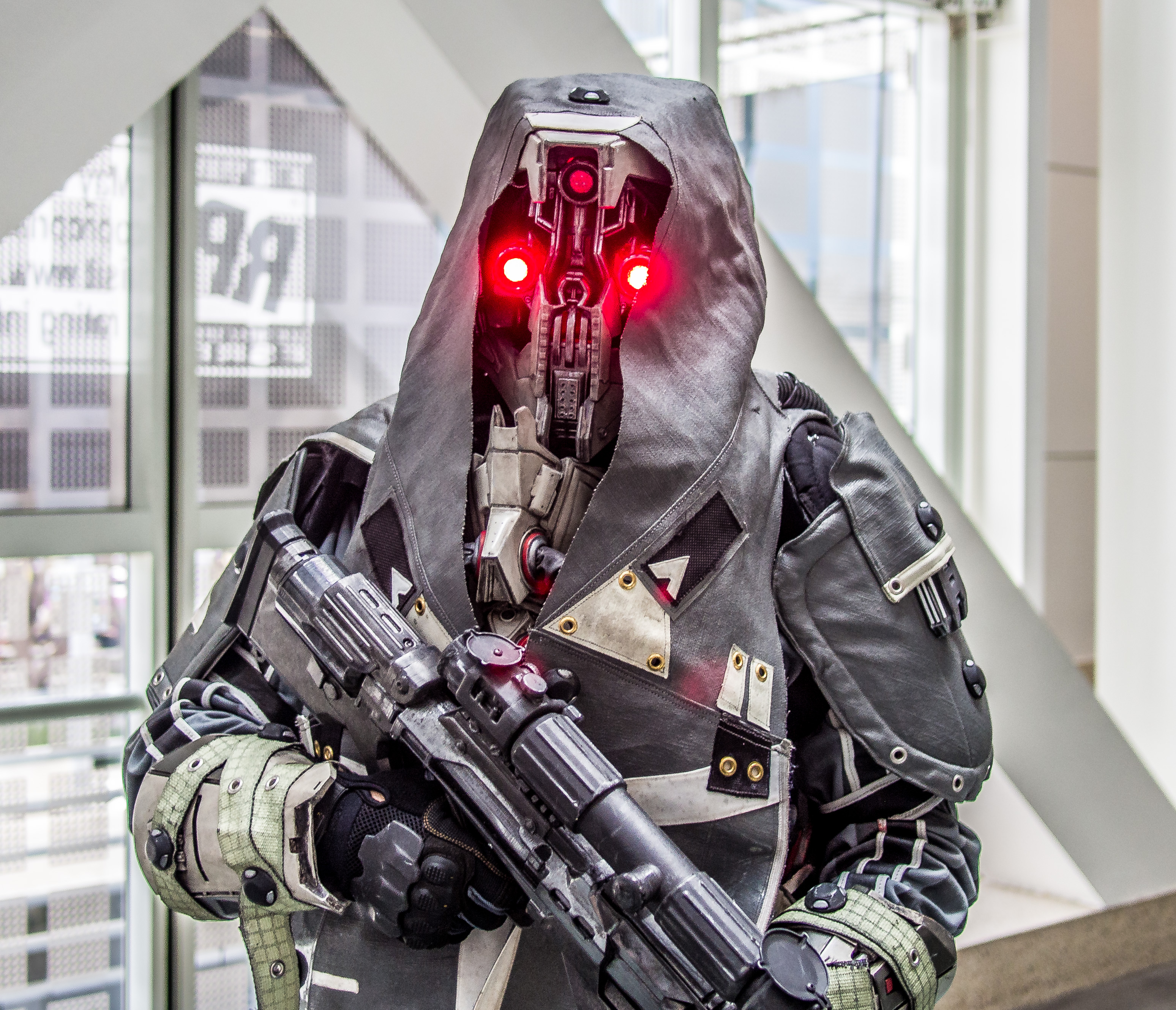
Promotion du jeu lors de l'E3 2013.

La seconde guerre extra-solaire, commencée par l'invasion de la colonie de Vekta par l'Empire Helghast, s'est terminé deux ans et demi plus tard au cours de la contre-invasion d'Helghan par l'ISA quand cette dernière, en voulant empêcher les Helghasts de se servir d'armes de destruction massives pour détruire la Terre, provoqua involontairement une réaction en chaîne qui retourna ces mêmes armes contre Helghan et ravagea la planète. À la suite de cette destruction sans précédent, appelée « Terracide », l'ISA autorisa les survivants Helghasts à occuper la moitié de Vekta, moitié qu'ils renomment New Helghan.
En 2390, 30 ans après le Terracide, le nouveau héros est un Shadow Marshal, un agent opérationnel d'élite de la VSA (Vektan Security Agency), du nom de Lucas Kellan, chargé de préserver une paix instable entre Helghasts et Vektans, séparés par un mur gigantesque. Des envies de vengeance se font sentir de chaque côte de ce mur, ce qui maintient la planète Vekta dans un état permanent de Guerre Froide. Les deux personnages principaux, Lucas Kellan et Écho, une espionne helghaste à moitié vektane, vont devoir faire le choix: poursuivre le chemin de leurs prédécesseurs, et déclencher une guerre; ou tenter de l'empêcher, mais en passant pour des traîtres. Cet épisode est moins dichotomique dans sa présentation scénaristique que les autres épisodes et propose au joueur de s'interroger sur les légitimités des actions menées dans chacun des camps.

## Système de jeu
Killzone: Shadow Fall reprend le système de jeu similaire à ses ainés sur console de salon, c'est-à-dire un jeu de tir à la première personne dans un contexte futuriste.
En mode solo, la nouveauté principale vient de l'ajout d'un drone qui accompagne le joueur presque tout au long de l'aventure. Ce drone dispose de quatre fonctions (tir, déstabilisation, bouclier, tyrolienne) pilotables avec le pad tactile de la manette DualShock 4. Conséquence directe de cet ajout, le joueur est plongé dans des missions où il doit agir seul et avec tactique, au contraire des autres épisodes où le joueur était fréquemment accompagné d'une escouade et de PNJ de l'ISA pour mener l'assaut.
En mode multijoueur, 4 classes (3 + 1 payante) sont disponibles et toutes les armes principales sont débloquées depuis le début, tout comme les capacités spéciales propres à chaque classe. C'est en remplissant des défis de scoring variés que le joueur débloque des équipements supplémentaires pour son arme (viseurs, lances grenades intégrés...) et améliore ses capacités (disposer du camouflage optique pour une durée prolongée, disposer de la capacité sprint pour une durée plus longue...). Dans Killzone: Shadow Fall, il existe de nombreux autres moyens autre que le « kill » pour générer du score, le système récompense généreusement les joueurs qui jouent au service de l'équipe en mettant des moyens à sa disposition tels que les balises de déploiement ou des caisses de ravitaillement en munition.

## Développement
Le jeu est présenté le 20 février 2013 lors du PlayStation Meeting durant lequel est annoncée la PlayStation 4.